# MIA (Músicos Independientes Asociados)
MIA (Músicos Independientes Asociados) fue una cooperativa de músicos de Argentina que también se presentó como banda entre 1975 y 1982.

## Historia
Músicos Independientes Asociados (MIA) nació en 1975 como una cooperativa independiente para impulsar la aparición de nuevos músicos. El proyecto surgió de un trío formado por Alberto Muñoz, Liliana Vitale y Lito Vitale, un joven pianista de 12 años. A estos se fueron sumando integrantes, pasando por el proyecto alrededor de cincuenta músicos tales como Juan del Barrio, así como también sonidistas, iluminadores, diseñadores gráficos, etc. Así, la cooperativa llegó a tener alrededor de 60 personas que producían sus propios recitales y grabaciones fuera del circuito comercial, convirtiéndolos en precursores del rock independiente en Argentina.
Muchos de los músicos participantes lograron editar sus propias placas solistas en la pequeña discográfica. Además, bajo la denominación de MIA se lanzaron cuatro discos, empezando con Transparencias, en 1976. Su segundo disco, Mágicos juegos del tiempo, centraba su argumento en la vida de un personaje imaginario llamado Juliana Gabina, desde niña hasta su adolescencia.
El modelo independiente de la banda requería modos innovadores de financiamiento. Por ejemplo, los integrantes de MIA también enseñaban música al público en general, lo que les acercaba algún dinero extra. En los recitales se les hacía llenar unos formularios a los presentes, para mantenerlos informados de las novedades a través de una lista de correo, y también venderles los discos por suscripción, de forma anticipada.
Para su tercer disco, Cornonstípicum, la banda ideó una forma de producción sin antecedentes en esa época. El público financió la obra mediante el pago de "vales de producción" que equivalían al pago del disco por adelantado, que fue entregado en un recital especial que realizó la banda. En octubre de 1979 el grupo realizó su primera gira por el interior de Argentina, en la que presentaron Conciertos, un disco triple grabado en vivo. A partir de entonces, la banda dejó de producir discos hasta que dejó de funcionar como tal en 1982.

## Discografía
- 1976: Transparencias
- 1977: Mágicos Juegos del Tiempo
- 1978: Cornostípicum
- 1979: Conciertos